# چو چه-یون
چو چه-یون (کره‌ای: 조재윤؛ زادهٔ ۱۵ سپتامبر ۱۹۷۴) بازیگر اهل کره جنوبی است.
از فیلم‌ها یا برنامه‌های تلویزیونی که وی در آن نقش داشته است می‌توان به نسل خورشید و مردی از هیچ‌کجا اشاره کرد. همچنین وی در کنار لی سونگ گی و به سوزی در سریال کتاب خانواده گو ایفای نقش کرد.سریال تاریخی[ ملکه کی]و [کاراگاهان خوب]ایفای نقش کرده